# Youssef Saaidia
Pas d'image ? Cliquez ici

a Compétitions nationales et continentales officielles uniquement.

Dernière mise à jour le 23 septembre 2022.
Youssef Saaidia, né le 9 février 1995, est un joueur franco-algérien de rugby à XV qui évolue au poste de talonneur (1,77 m pour 99 kg).

## Biographie

### En club
- de 2015 à 2022 : Colomiers rugby (Pro D2). Il a quitté le club à la suite d'un contrôle antidopage positif impliquant sa suspension.